# Store Heddingefilmen
|  | Denne artikel er oprettet af botten Steenthbot ud fra en ekstern database. Den kan derfor have sproglige fejl eller mangler. Denne skabelon kan fjernes efter kontrol af indholdet. |

Store Heddingefilmen er en dansk dokumentarisk optagelse fra 1922.

## Handling
Dyrskue og marked i Store Heddinge, Stevns på Østsjælland: hingstebedømmelse, kørepladsen hvor der køres med hestevogne, islænderheste, præmierede høns (forskellige racer), Sjællands største tyr, markedspladsen med luftgynger, belgiske hopper, tyrebedømmelse, præmiehingste, tombolagevinsten: en ponyvogn, køreprøve med hestevogne, dyrskuets yngste føl - 12 dage gammel.

Valdemarsdagen i Store Heddinge: flagoptog - børn og kvinder, gymnastikopvisning, det daglige brød sælges fra lille tohjulet kærre, Anna Jørgensens Mode- og Broderiforretning, stationen: damplokomotivet kører frem, byens biograf.

Store Heddinge juni 1918: Torvet vandes, Munkevænget, Landmandshotellet, Arbejderstævnet.

Fællesdyrskuet i Store Heddinge, 9.-10. juni 1920 (optaget af Store Heddinge Biografteater): præmierede grise og kvinder på markedspladsen. Optagelserne i begyndelsen af filmen stammer her fra.

Museumsbasaren i Store Heddinge, 1922: ringridning, ringrideroptog gennem byen, hvor også spejdere, folkedansere og brandmænd går med. Optagelser fra Algade og Rengegade. Tilbage til ringridning på pladsen. Børn danser folkedans. Aftenstemning på torvet.